# Лит, Альбрехт фон дер
Альбрехт фон дер Лит (нем. Albrecht von der Lieth; 1659 — 1718) — российский дипломат немецкого происхождения.
С 1705 года — комиссар и корреспондент Петра Великого при прусском дворе в Берлине.
В 1706—1707 годах — чрезвычайный посланник при прусском дворе.
В июле 1709 года русский посланник фон дер Лит, в ходе подготовки Торуньского союзного договора прибыл по поручению Петра в Дрезден и подписал 6 августа 1709 года с саксонскими министрами договор о возобновлении союза между Россией и Саксонией против Швеции и Польши, предводимой Станиславом Лещинским.
В 1711—1713 годах — посол России в Лондоне.